# Florestan Fernandes
Florestan Fernandes (* 22. Juli 1920 in São Paulo; † 10. August 1995 ebenda) war ein brasilianischer Soziologe und Politiker (PT).

## Leben
Fernandes stammte aus armen Verhältnissen; auf Anraten von Freunden begann er 1941 ein Studium an der Universität von São Paulo, wo er zehn Jahre später promovierte. Mit seiner Kritik an Gilberto Freyres Rassentheorie wurde er einer der bedeutendsten Soziologen Brasiliens.
In der Zeit der brasilianischen Militärdiktatur (1964–1985) wurde er 1969 aus seiner Lehrtätigkeit entlassen. Er war visiting scholar an der Columbia University, an der University of Toronto und an der Yale University. Von 1986 bis 1995 war Fernandes Abgeordneter des Bundesstaates São Paulo in der Abgeordnetenkammer des brasilianischen Parlamentes.
Die Bibliothek der Philosophischen Fakultät der Universität von São Paulo trägt seinen Namen. 1964 und 1996 wurde ihm der Prêmio Jabuti de Literatura verliehen.

## Hauptwerke
Fernandes veröffentlichte über 50 Bücher und hunderte Zeitschriftenbeiträge.
- Organização social dos Tupinambá (1949)
- A função social da guerra na sociedade Tupinambá (1952)
- A etnologia e a sociologia no Brasil (1958)
- Fundamentos empíricos da explicação sociológica (1959)
- Mudanças sociais no Brasil (1960)
- Folclore e mudança social na cidade de São Paulo (1961)
- A integração do negro na sociedade de classes (1964)
- Sociedade de classes e subdesenvolvimento (1968)
- Capitalismo dependente e Classes Sociais na América Latina (1973)
- A investigação etnológica no Brasil e outros ensaios (1975)
- A revolução burguesa no Brasil: Ensaio de Interpretação Sociológica (1975)
- Da Guerrilha ao Socialismo: A Revolução Cubana (1979)
- O que é Revolução (1981);
- Poder e Contrapoder na América Latina (1981).

## Schriften auf Deutsch
- Die Integration des Negers in die Klassengesellschaft. Band 1. Gehlen, Bad Homburg 1969, DNB 456608281, OCLC 3160390 (portugiesisch: A integração do negro na sociedade de classes. Übersetzt von Jürgen Gräbener).
- Die Integration des Negers in die Klassengesellschaft: An der Schwelle einer neuen Zeit. In: Beiträge zur Soziologie und Sozialkunde Lateinamerikas. Band 2. Wilhelm Fink Verlag, München 1977, DNB 550305580, OCLC 631047364 (portugiesisch: A integração do negro na sociedade de clases.).